# Martin Vunk
Martin Vunk (Tartu, Estonia, 21 de agosto de 1984) es un exfutbolista estonio que jugaba en la posición de centrocampista.

## Clubes
| Club                             | País      | Año       |
| -------------------------------- | --------- | --------- |
| FC Lelle                         | Estonia   | 1999      |
| FC Kuressaare                    | Estonia   | 2000-2001 |
| F. C. Flora Tallin               | Estonia   | 2002-2010 |
| FC Valga Warrior (cedido)        | Estonia   | 2002-2004 |
| JK Tervis Pärnu (cedido)         | Estonia   | 2005      |
| Syrianska FC (cedido)            | Suecia    | 2010      |
| Nea Salamina Famagusta de Fútbol | Chipre    | 2011-2012 |
| Panachaiki de Patras             | Grecia    | 2012      |
| JK Sillamäe Kalev                | Estonia   | 2013      |
| JK Nõmme Kalju                   | Estonia   | 2014      |
| Persija Jakarta                  | Indonesia | 2015      |
| Pärnu Linnameeskond              | Estonia   | 2015-2016 |
| JK Vaprus Pärnu                  | Estonia   | 2017      |
| JK Vaprus Pärnu                  | Estonia   | 2019      |